# Marjan Mijić
Marjan Mijić (Zenta, 1978. szeptember 5. –) szerb énekes, gitáros, hangmérnök, zenei producer és dalszövegíró.

## Pályafutása
Általános iskolai és gimnáziumi tanulmányokat Zentán folytatott. Egyetemi végzettsége szerint mérnök az ipari marketingben. 20 éves korában elköltözött otthonról, első munkahelye a 911 zentai rádió volt, majd később Kikindán dolgozott egy helyi televízióállomásnál.
2005-ben társalapítója volt a Tiarah zenekarnak, amelynek a mai napig énekese és szövegírója.
2007-ben megalapította testvérével, Nikola Mijićtyel a Chainroom Sound Recording stúdiót. Munkái:
- Lenorestate (Mix/Matering)
- Tiarah (Énekes/Mix/Mastering/Producer/Író)
- Otvoreni Prelom (Mix/Mastering)
- Heaven Rain (Mix/Mastering)
- Monument (Mix/Mastering)
- Decontrolled (Hangfelvétel/Mix/Mastering)
- Mortero (Hangfelvétel/Mix/Mastering/Producer)
- Problems (Hangfelvétel/Mix/Mastering/Producer)
- Hetera (Mastering)
- Nevergreen (Mastering)
- Blank File (Mix/Mastering)
- Downstroy (Mastering)
- Dreyelands (Szerkesztő-Vágó)
- Rain Delay (Mastering)
- Draconic (Énekes/Mix/Mastering)
- Fadelow (Énekes/Mix/Mastering)
- Queen Of Fall (Hangfelvétel/Mix/Mastering)
- Violent Chapter (Hangfelvétel/Mix/Mastering/Producer)
- Anima (Néhány ének)
- Mechanism (Mix/Mastering)
- Killer Tojás (Mastering)
- Ashen Epitaph (Hangfelvétel/Mix/Mastering)
- Green Division (Előkészítő producer)
- False Reality (Hangfelvétel/Mix/Mastering)

2007-ben a Fadelow együttes énekese lett, napjainkig egy albumot adtak ki.
2005 és 2009 között a Draconic nevű együttes énekese volt a From the Wrong Side of the Aperture albumot ő énekelte.

## Díjak
- Draconic a 2008-as év metál albuma
- Tiarah 2011-es év metál albuma